# Ініціатива (рольові ігри)
У більшості настільних рольових ігор (НРІ) система ініціативи визначає, в якому порядку діють персонажі гравців і негральні персонажі, щоб уникнути плутанини щодо того, коли персонаж може діяти. Вони походять із рольових ігор, що беруть початок з настільного воргеймінгу, де використовуються схожі системи. Правила ініціативи відрізняються залежно від гри, але часто використовують один з кількох поширених методів:
- На основі показників: найпоширеніший метод, який використовується в таких іграх, як Dungeons & Dragons [3] і Fate, полягає в тому, що кожному персонажу присвоюється номер ініціативи на основі відповідного атрибута плюс випадковий фактор, який визначає порядок дії персонажів[4]. Деякі ігри визначають порядок ініціативи один раз, інші – кожного раунду.

- По черзі в групах: у деяких іграх, таких як Tunnels & Trolls, кожна фракція діє по черзі, і визначає хто з її сторони в якому порядку буде діяти.

- Дробовий годинник: Feng Shui і Arcanis використовують дробовий годинник (англ. Shot clock). Кожен раунд ділиться на сегменти або дроби (англ. shots), і кожна дія займає певну кількість цих сегментів. Дії відбуваються щоразу, коли з’являється наступний вільний сегмент персонажа.

- Вибір: у Marvel Heroic Roleplaying кожен персонаж, який діє, може вибрати наступним персонажем будь-кого, хто ще не діяв у цьому раунді. Останній гравець у раунді вибирає, хто діятиме першим у наступному раунді.